# Lex commissoria
Im römischen Recht war die lex commissoria die Verfallsklausel. Sie bestand in einer vertraglichen Nebenabrede. Anwendung fand sie im klassischen Recht bei der kreditbedingten Sicherungsübereignung (fiducia cum creditore) und bei Pfandhingabe (pignus). Beglich der Schuldner eine Forderung zum Fälligkeitstermin nicht, verfiel das bestellte Sicherungseigentum oder der Pfandgegenstand an den Gläubiger endgültig.
Im Laufe der Zeit entwickelten sich Verkaufsabreden (pacta de vendendo), welche den Gläubiger verpflichteten, die an ihn verfallenen Sachen zu veräußern. Der Vorteil für den Schuldner bestand darin, dass erzielte Übererlöse (superflui) an den Pfandbesteller ausgekehrt werden mussten. 
Nach Ulpian unterlagen weder der Kauf noch die Nebenabrede irgendwelchen Bedingungen. Eine Nebenabrede lex commissoria führte stattdessen zur Aufhebung des gültigen Vertrages. Eine gegensätzliche Position vertrat Sabinus, der in einem Kauf unter Maßgabe der lex commissoria ein bedingtes Rechtsgeschäft sah, auf das die Grundsätze der usucapio nicht anwendbar waren.
Zum Schutz des Pfandbestellers hatte Konstantin die lex commissoria verboten. Dabei blieb es auch in der Zeit Iustinians.